# Mabel Malherbe
Mabel Catherine Malherbe (Pretoria , 9 de agosto de 1879-Nelspruit ,1 de febrero de 1964) fue una política y escritora sudafricana, activista por el sufragio de las mujeres. Fue la primera alcaldesa de Pretoria de 1931 a 1932. También fue primera mujer afrikaner en ser miembro del Parlamento sudafricano por el partido Partido Nacional.

## Biografía
Descendiente del empresario George Rex de Knysna, Mabel Catherine Rex pasó su juventud en la República Sudafricana del Transvaal, en Pretoria y luego en Rustemburgo antes de continuar su educación en Rondebosch en Ciudad del Cabo. Cuando estalló la Segunda Guerra de los Bóers, se unió a la Cruz Roja y en el ejercicio de sus funciones conoció a Kenne Nicholaas De Kock Malherbe, con quien se casó en 1903.
Con la ayuda de Koopmans-De Wet, se fue a los Países Bajos tres años y realizó un curso de enfermería. A su regreso a Pretoria en 1904, se dedicó al trabajo caritativo y se convirtió en un miembro destacado de varias asociaciones de mujeres afrikaner, sirviendo en la ejecutiva de la Suid-Afrikaanse Vrouefederasie (federación de mujeres sudafricanas) desde 1917.
Como delegada del Consejo Nacional Sudafricano de Mujeres, Mabel Catherine Malherbe asiste a la Conferencia Internacional de Mujeres en Ginebra. En 1919, fundó Afrikaans-Hollandse Leesunie y creó una influyente revista femenina mensual, Die Boerevrou (la mujer boer), la primera revista femenina en afrikáans.
Activa en política cuando las mujeres aún no tenían derecho al voto, participó en la creación de la rama femenina del Partido Nacional en el Transvaal (1915). Dentro del Nasionale Vroueparty (Partido Nacional, rama de mujeres), milita por la extensión del derecho al voto a las mujeres (en el contexto de la época, esta extensión se entiende solo dentro de la comunidad blanca de Sudáfrica) que obtendrá en 1931.
Fue elegida para el ayuntamiento de Pretoria por seis años y  se convirtió en la primera alcaldesa de Sudáfrica (1931-1932). En junio de 1933, fue elegida para el Consejo Provincial de Transvaal con los colores del Partido Nacional y luego, en 1934, se convirtió en la primera afrikaner elegida para el Parlamento de Sudáfrica, donde representó a la circunscripción de Wonderboom. Fiel a Barry Hertzog, se unió al Partido Unido cuando el Partido Nacional y el Partido Sudafricano se fusionaron. Durante su mandato parlamentario, se esfuerza por promover los derechos de las mujeres, pero también los de quienes quedan atrás en un contexto económico difícil.
En 1939, dejó el Partido Unido con Hertzog y los parlamentarios contrarios a entrar en guerra. Como ellos, se afilió por un tiempo al Partido Nacional  de Daniel Malan antes de participar en la fundación del Partido Afrikaner junto a Nicolaas Havenga y los últimos fieles de Hertzog.
En 1953, Mabel Catherine Malherbe recibió un doctorado honorario en literatura de la Universidad de Pretoria por su compromiso con la defensa del afrikáans.